# Egéria

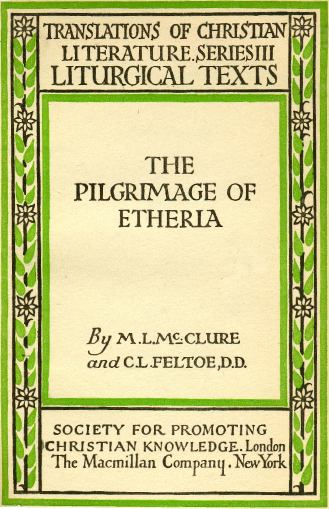
Capa do livro The Pilgrimage of Etheria, numa tradução de 1919 por M.L. McClure e C.L

Egéria ou Etéria (em latim: Aetheria) foi a autora dum livro de viagens no século IV. Tudo parece indicar que nasceu na Galécia, "nas ribeiras mais afastadas do oceano ocidental", segundo documentos do século VII, embora (ao se perder a primeira parte da sua obra) haja autores que situem o seu nascimento na Aquitânia.

## Vida
Alguns autores consideraram-na parente de Élia Flácila, primeira mulher de Teodósio I. A. Lambert avançou uma hipótese segundo a qual tratar-se-ia da irmã de Gala, de quem se refere São Jerônimo como esposa de Prisciliano. Esta hipótese e sua qualidade de mulher independente e audaz, bem como sua origem galaica, serviram como base a alguns autores para a adscrever ao movimento priscilianista.

Graças à Pax Romana, uma cidadã do império podia viajar desde Galécia até Mesopotâmia. Isto sucedia entre 381 e 384.

Escreveu um livro da viagem que realizou ao Oriente Próximo de 381 a 384 (datas aceitas mais comumente), que lhe outorga a consideração de primeira escritora hispânica em língua latina. Atravessou o Sul da Gália e o Norte da Itália; cruzou em barco o mar Adriático. Chegou a Constantinopla  em 381, e daí partiu para Jerusalém, visitando Jericó, Nazareth e Cafarnaum. Partiu de Jerusalém para o Egito  em 382, visitou Alexandria, Tebas, o mar Vermelho e o Sinai. Visitou logo Antioquia, Edessa, Mesopotâmia, o rio Eufrates e Síria desde onde regressou via Constantinopla. Não há registro da data, o lugar e as circunstâncias da sua morte.
Acredita-se que fez parte de uma comunidade religiosa da qual até chegou a ser abadessa, apesar de outros autores (como Hagith Sivan, 1988) precisar que era comum, entre os cristãos dessa época, tratarem-se de "Irmãs" e "Irmãos". De fato, existem indícios que levam a sugerir que não era uma monja, como por exemplo: sua liberdade para fazer uma peregrinação tão longa e para trocar seus planos durante a viagem, o alto custo da sua peregrinação, seu nível educacional, e na sua obra se centrar nas vistas e lugares e não nos milagres e fatos religiosos como outros documentos que se conservam de monges daquela época.
Procedente de uma família acomodada, gozou de plena autonomia para tomar suas próprias decisões. Dentro do grupo - nutrido para a época- de mulheres que no século IV realizavam peregrinações a Terra Santa, Egéria destacou-se por escrever um minucioso relato no qual descreve o itinerário e suas impressões.
No seu manuscrito mostra-se como uma viajante cheia de insaciável curiosidade, enche-se de comentários entusiastas sobre as esplêndidas paisagens, os edifícios famosos, os montes íngremes e os férteis vales. Por exemplo, por ocasião da ascensão do monte Sinai, comenta "a ascensão destes montes faz-se com um esforço imenso, já que não se sobem pouco a pouco, em espiral, senão que se sobe tudo direito, como ao longo de uma parede!"

## Obra

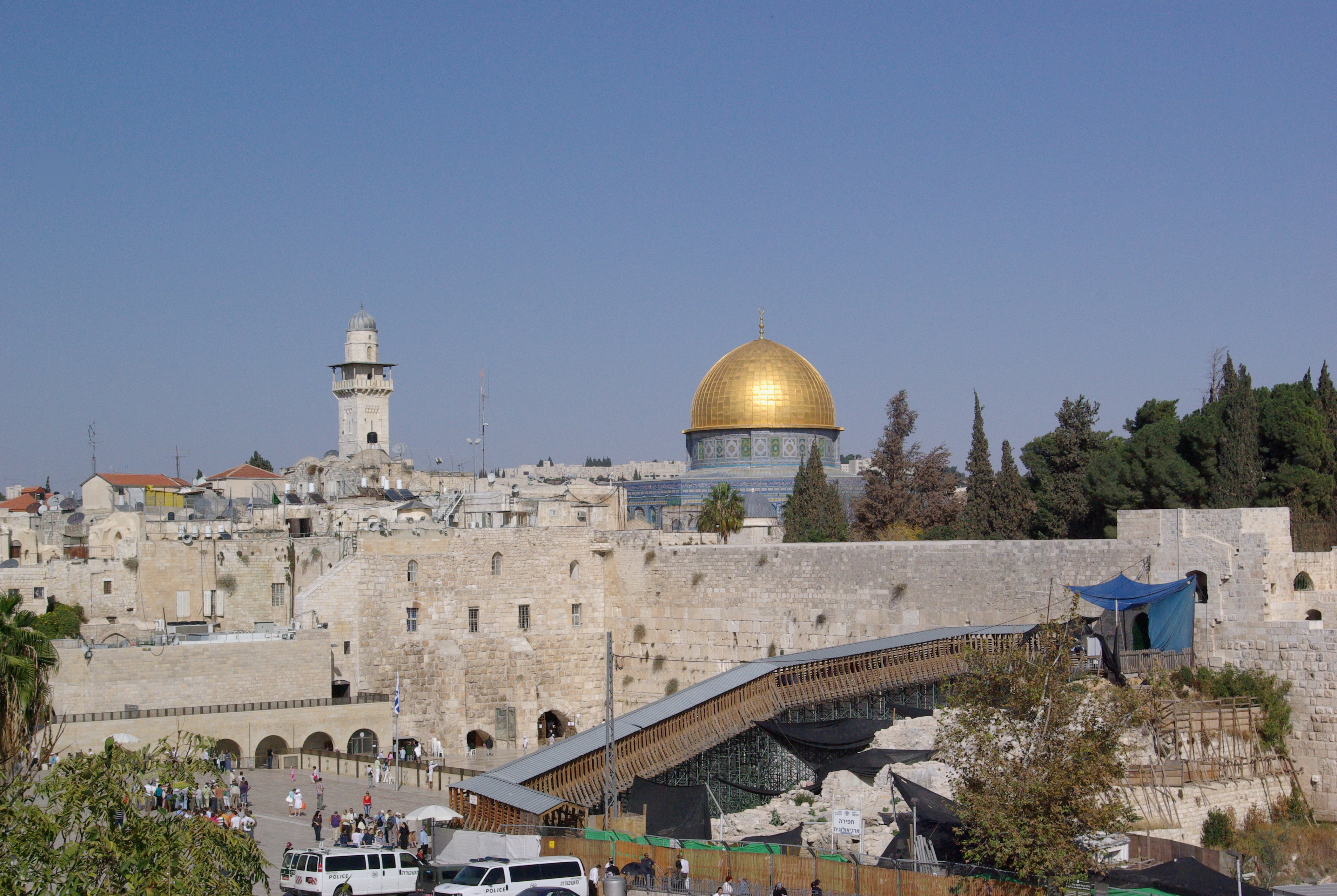
Jerusalém, um dos lugares visitados por Egéria.

Em 1884, Gian Francesco Gamurrini descobriu na Biblioteca da Confraria de Santa Maria de Laicos (Biblioteca Della Confraternitá dei Laici), em Arezo, na Toscana, um manuscrito latino, escrito em letra beneventana, composto de 37 pregos divididos em duas partes, o Códice Aretino (Codex Aretinus), cópia de um documento redigido a finais do século XI, no qual na segunda parte conserva a metade do texto feito por uma mulher da qual já tínhamos notícias de 680 pelo monge Valério do Bierzo, que conheceu seus méritos. Este fora redigido no mosteiro de Montecassino, e transladado para Arezo por Ambrosio Restellini, abade de Montecassino de 1599 a 1602. Em nossos dias o manuscrito conserva-se no museu da cidade de Arezo. Recentemente, o Professor Jesus Alturo identificou dois novos fragmentos de um manuscrito datado circa 900 escrito em minúscula carolina.
Gamurrini atribuiu o relato a Sílvia de Aquitânia, irmã de Rufino de Aquitânia, mencionada por Paládio da Galácia na sua História Lausíaca, de quem se conhecia uma peregrinação similar à relatada por Constantinopla, Egito e Jerusalém. Durante quase vinte anos foi consolidada a hipótese de Sílvia, ou Silvina como autora do texto, até que em 1903 Mario Ferotin publica um estudo na Revue de Questions Historiques atribuindo o mesmo à virgem hispânica Egéria. Existe outra referência que permite encher algumas das lacunas dos primeiros fólios ausentes do manuscrito: o Liber de locis sanctis de Pedro Diácono, quem também menciona a peregrina.
A obra, conhecida como Itinerário de Egéria (Itinerarium Egeriae), chegou até nós incompleta — faltando a primeira parte, com o título, e a última — e foi escrita em Constantinopla. Considerada uma obra chave para conhecer o latim vulgar que se falava na época e que, aliás, oferece uma valiosíssima informação sobre a sociedade e a liturgia do momento, o Itinerarium ou Peregrinatio ad loca sancta contém a viagem a Constantinopla e Jerusalém, à Capadócia e à Tebaida no Alto Egito, ao mar Vermelho e ao Sinai. Os monges dos lugares que visitou receberam-na como uma celebridade da época e as autoridades expediam salvo-condutos para salvaguardar a sua segurança.
O Itinerário foi publicado pelo próprio autor do achado em 1887. Os relatos foram escritos, possivelmente, entre 393 e 396, do qual se deduz a importância documental do testemunho naqueles anos do primeiro cristianismo, já que a obra é muito prolífica na explicação de pormenores relacionados com a liturgia.